# Fender Jaguar
La Fender Jaguar es una guitarra eléctrica presentada en 1962. La Jaguar fue junto con su "hermana" la Jazzmaster muy famosa en los grupos de "surf rock" de los años 60. Volvió a ser popular en los años 90, cuando fue usada por grupos de rock alternativo.
Una de sus principales características, compartida con la Jazzmaster, es el esquema de doble circuito. Un interruptor en el "cuerno" superior permite elegir el circuito a utilizar. Los controles de un circuito se encuentran por encima de las cuerdas y los del otro por debajo de las cuerdas.

## Historia
La Jaguar está basada en la Jazzmaster, con el mismo cuerpo y el mismo sistema de trémolo. Pero tiene un mástil de escala más corta: 24 pulgadas; 22 trastes (la primera Fender de 22 trastes) y unas pastillas single coil (bobina simple) con unas placas que le proporcionan protección contra interferencias de radiofrecuencia.
Aunque la Jaguar y la Jazzmaster comparten el esquema de doble circuito, el segundo circuito de la Jaguar es más complejo, consiste en tres interruptores: los dos primeros encienden o apagan cada una de las pastillas, el tercer interruptor conecta un condensador que sirve como filtro de alta frecuencia. Este interruptor era conocido como "estrangulador" entre los guitarristas, debido a que cuando se acciona, la Jaguar toma un tono de una calidad extrañamente aguda. 
Otra de las características de la Jaguar es un resorte que mediante una goma enmudece las cuerdas. Este accesorio se volvió negativamente famoso porque solía desafinar las cuerdas al accionarse.
Como la Jazzmaster y la Fender Bass VI, la Jaguar tiene un mecanismo de trémolo flotante. Leo Fender creía que este nuevo diseño era superior a los anteriores debido a que el puente verdaderamente se movía hacia atrás y hacia adelante con las cuerdas cuando se usaba la palanca de trémolo, sin que éstas perdieran la afinación aun cuando se movía la palanca compulsivamente. Este concepto de puente flotante también fue usado más tarde en el Fender Dynamic Vibrato, otro diseño usado en la Fender Mustang. El mecanismo del tremolo flotante incluía un trabador integrado para el trémolo, el cual ayudaba al guitarrista a preservar la afinación ante una eventual rotura de cuerda. Aun cuando estas ideas parecían buenas en los papeles, la unidad verdadera era propensa al mal funcionamiento, haciendo de esto uno de los aspectos más problemáticos de la Jaguar y de la Jazzmaster.
Prevista como gama alta de la línea de Fender tras su lanzamiento en 1962, la Jaguar nunca consiguió la popularidad de la Stratocaster. Después de varias actualizaciones toda la gama de Jaguar dejó de fabricarse en 1975
Muchos guitarristas encontraron fallas en el diseño del puente original de la Jaguar, que tenía unos sujetadores para cada cuerda con muchas ranuras (similares a la rosca de un tornillo). La idea tras este diseño era que se pudiera espaciar las cuerdas entre sí a placer haciendo pasar las cuerdas a través de esas ranuras. Pero lo que ocurría en realidad era que las cuerdas ocasionalmente saltaban fuera de las ranuras al tocarlas con cierta fuerza. Como solución, muchos usuarios reemplazaron el puente con un puente del estilo de la Fender Mustang, que sólo tiene una ranura en cada sujetador, los cuales están simétricamente espaciados. Otra modificación común es la adición de un "reductor de zumbido", una barra que va montada sobre el sistema de trémolo y aumenta el ángulo de las cuerdas bajo el puente, aumentando también el sustain al bajar el zumbido de las cuerdas (otro problema común con el puente original).

## Resurgimiento

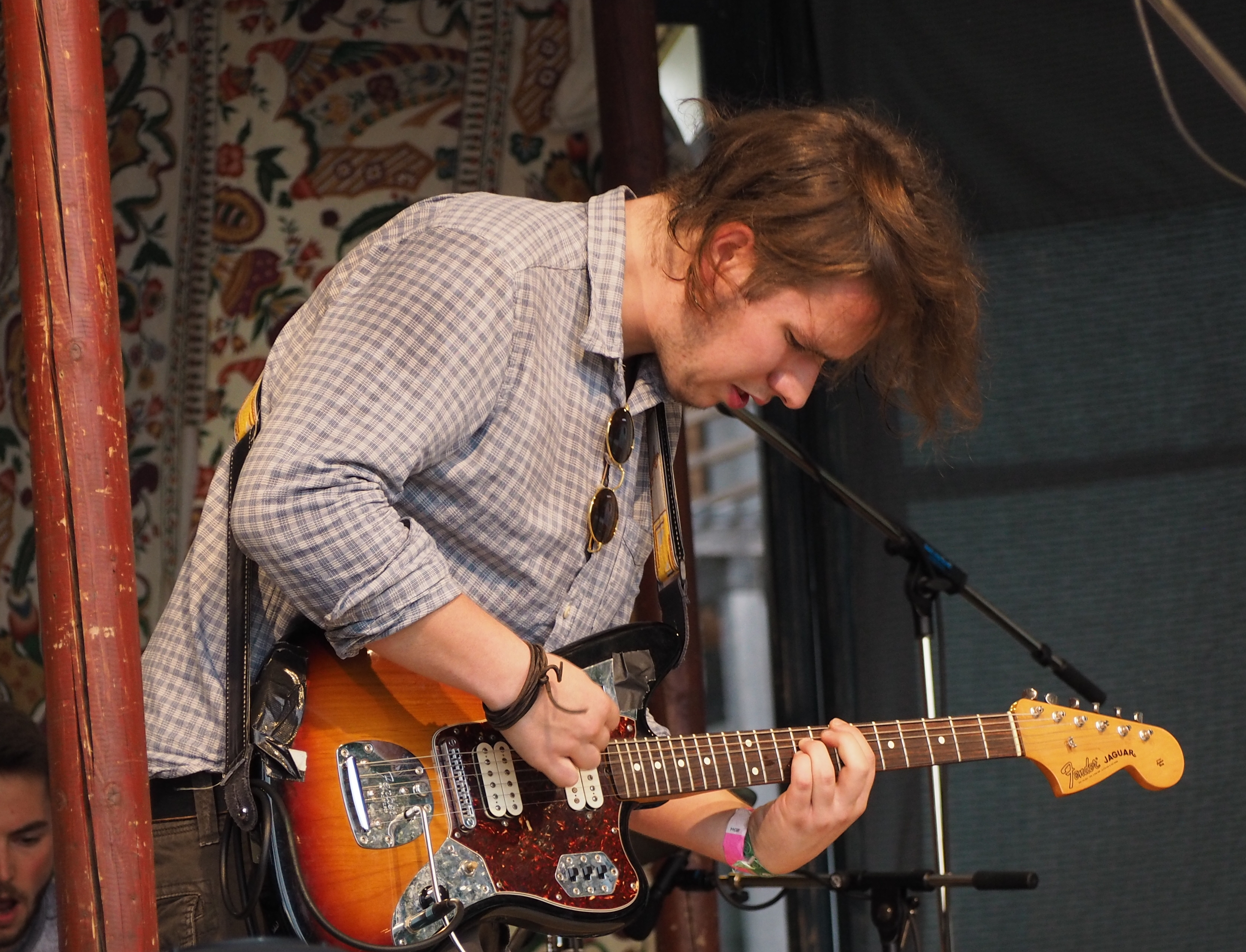
Guitarrista con una Fender Jaguar

Después de la época del surf rock, la guitarra no tenía muchos usuarios destacados, siendo entre las excepciones el estadounidense Tom Verlaine del grupo post-punk Television y el australiano Rowland S. Howard de la banda post-punk The Birthday Party. En los '90 la popularidad de las Jaguar y Jazzmaster explotó al ser usadas por varias bandas de rock alternativo y grunge, como Sonic Youth (Guitarra de tres puentes), Dinosaur Jr. y Nirvana. (Kurt Cobain usó una Jaguar de 1965 modificada con pastillas DiMarzio y Seymour Duncan, un puente Tune-o-Matic Gibson y circuitos modificados). También se hicieron populares con bandas shoegaze como My Bloody Valentine, Loveliescrushing y Chapterhouse. Entre los usuarios más recientes están Brian Molko de Placebo, Johnny Marr, Gavin Rossdale de Bush, Grímur Þór Vilhjálmsson (enlace roto disponible en Internet Archive; véase el historial, la primera versión y la última). de The Beautifuls  Archivado el 2 de febrero de 2006 en Wayback Machine., James Dean Bradfield de Manic Street Preachers, Boyan Chowdhury de The Zutons, John Frusciante de Red Hot Chili Peppers, Win Butler de Arcade Fire, Saúl Hernández de Jaguares, Sys Malakian de Perro Agradecido Cumbia, King Krule, Troy Van Leeuwen de Queens of the Stone Age, Kurt Vile de Kurt Vile & The Violators, Joshua Hayward de The Horrors, Blai A. Vañó guitarrista de Joe Pask. 
Fender repuso la versión de 1962 de la Jaguar en 1999 como parte de su American Vintage Series (de las que existen versiones económicas japonesas desde 1986 aproximadamente). Desde entonces, se han lanzado otras variaciones, incluyendo varias versiones de humbucking pickup y un Jaguar bass guitar en 2006. La reciente línea de guitarras Fender Toronado comparte la forma del cuerpo de la Jaguar (solo parecido, no es igual)

## Variaciones

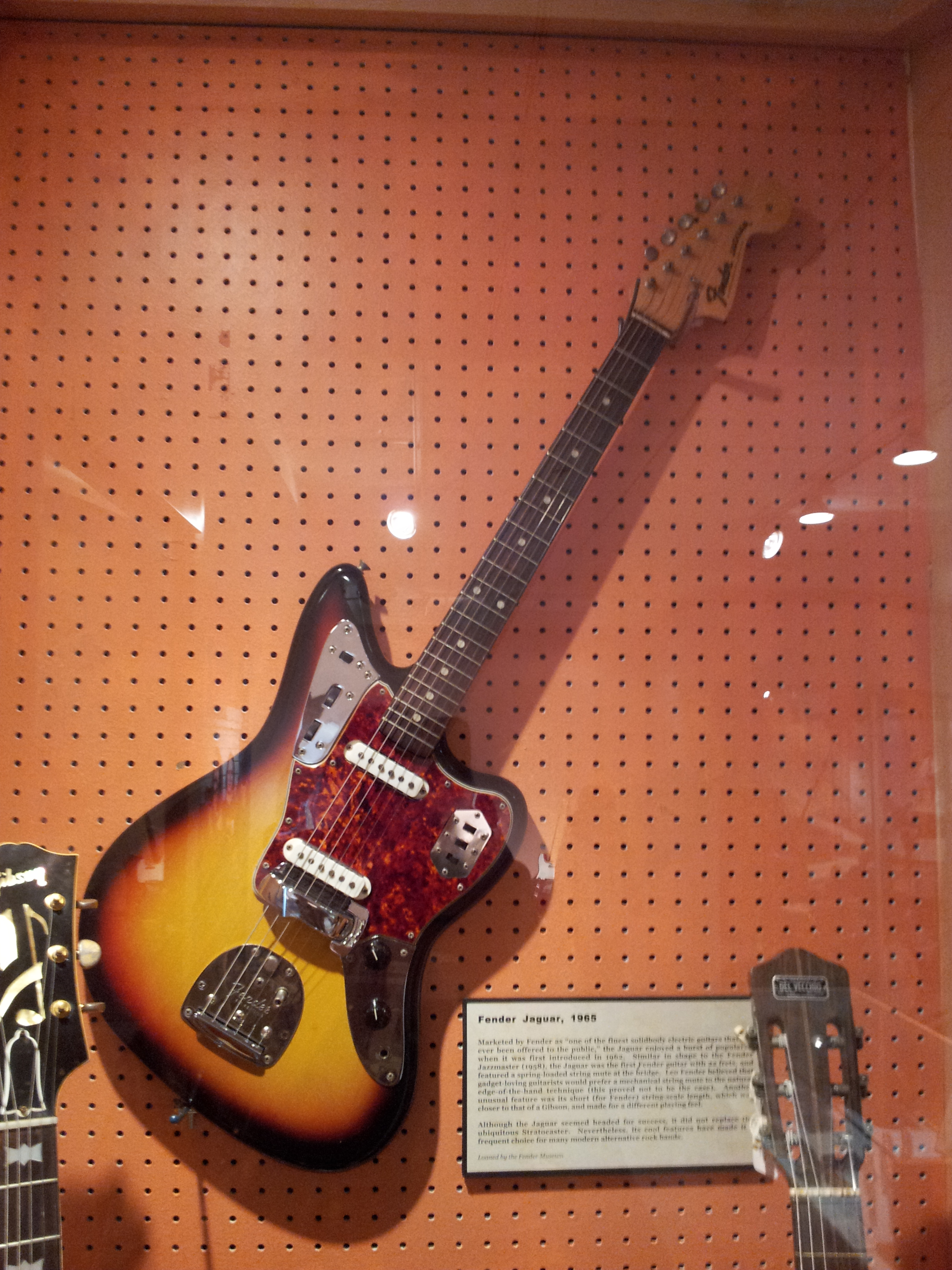
Fender Jaguar (1965), Museo de la Música.

Fender Jaguar HH. Idéntica a la Jaguar estándar, excepto que tiene dos pastillas humbucker, un puente fijo Adjust-o-Matic (similar al Tune-O-Matic de Gibson), y acabado en cromo.
Fender Jaguar Baritone Special HH. Similar a la Jaguar HH, excepto que tiene menos interruptores, escala de 27" (en vez de la normal de 24"), y está diseñada para afinarse en B E A D F# B.
Fender Jaguar Baritone Custom. Más o menos una combinación de Jaguar y Fender Bass VI. Tiene puente fijo, escala de 28,5" y cuerdas más duras para ser afinadas como E A D G B E, una octava más abajo de la afinación de una guitarra normal.
Fender Jaguar Bass. Esencialmente un Fender Jazz Bass con forma de Jaguar e interruptores estilo Jaguar.
Fender Jag-Stang. En los últimos años de su vida, Kurt Cobain llevó a Fender bocetos de una mezcla entre los modelos Mustang y Jaguar. El resultado fue la recientemente producida en masa Jag-Stang, la cual se ha vuelto bastante popular entre los fanáticos de Fender y, por supuesto, de Nirvana.
Fender Blacktop. Última revisión de Fender al modelo Jaguar. Pastillas humbucker anilco puente y mástil. Con un solo switch en la parte interior tipo Jazzmaster para combinar ambas pastillas. Mástil de escala corta. Sólo en dos modelos disponibles, color negro o plateado.
Fender Blacktop p90. Misma serie de origen mexicano dela HH. en lugar de humbuckers cuenta con Pastillas p90 single coil en puente y mástil. Con un solo switch en la parte interior tipo Jazzmaster para combinar ambas pastillas. Mástil de escala corta. Sólo en dos modelos disponibles, color sunburst o candy apple red. diapasón de palo rosa y clavijeros sellados autolubricantes.